# Линия C (Рим)
Линия C (итал. Linea C) — линия Римского метрополитена (названа по третьей букве итальянского алфавита). В перспективе она будет пересекать город с юго-востока на северо-запад (от Пантано до зоны Гроттароссо на севере Ватикана) и включать в себя в общей сложности 30 станций. Конечными станциями будут «Монте Компатри — Пантано» (уже построена) и «Клодио — Мадзини» на северо-западе. Линия обозначается зелёным цветом. На всех станциях установлены платформенные раздвижные двери.
Линия C станет первой, которая выйдет за пределы Рима. Пересечения с линией А будут на станциях «Сан-Джованни» и «Оттавиано», а с линией Би — на станции «Колоссео». Пересечение с запланированной линией Ди будет на станции «Венеция».
Первая часть линии должна была открыться в июне 2012 года, однако открылась только в ноябре 2014. Она включает в себя 15 станций от «Ченточелле» до «Пантано». Вторая часть продлит линию до «Лоди» и будет включать в себя ещё 6 станций.
Ранее планировалось в декабре 2013 года закончить участок, соединяющий линию C со станцией «Сан-Джованни» линии А, в действительности же оконченный в 2020 году. 

## Пересадки
| 3 |

7
2
0
2
| н я C | Сан-Джованни | Сан-Джованни. |

## Трудности при строительстве
Рим — один из старейших городов мира, и при строительстве метро регулярно возникают препятствия, связанные с многочисленными археологическими находками. Если прокладка туннелей ниже уровня расположения большинства участков раскопок возможна, то всё равно вывод на поверхность вентиляционных шахт и выходов со станций вызывает немало сложностей.